# Port lotniczy Mongu
Port lotniczy Mongu (IATA: MNR, ICAO: FLMG) – krajowy port lotniczy położony w Mongu, w Zambii.